# PLP2
PLP2 (англ. Proteolipid protein 2) – білок, який кодується однойменним геном, розташованим у людей на короткому плечі X-хромосоми. Довжина поліпептидного ланцюга білка становить 152 амінокислот, а молекулярна маса — 16 691.
| 10         |  | 20         |  | 30         |  | 40         |  | 50         |
| ---------- |  | ---------- |  | ---------- |  | ---------- |  | ---------- |
| MADSERLSAP |  | GCWAACTNFS |  | RTRKGILLFA |  | EIILCLVILI |  | CFSASTPGYS |
| SLSVIEMILA |  | AIFFVVYMCD |  | LHTKIPFINW |  | PWSDFFRTLI |  | AAILYLITSI |
| VVLVERGNHS |  | KIVAGVLGLI |  | ATCLFGYDAY |  | VTFPVRQPRH |  | TAAPTDPADG |
| PV         |  |            |  |            |  |            |  |            |

A: Аланін

C: Цистеїн

D: Аспарагінова кислота

E: Глутамінова кислота

F: Фенілаланін

G: Гліцин

H: Гістидин

I: Ізолейцин

K: Лізин

L: Лейцин

M: Метіонін

N: Аспарагін

P: Пролін

Q: Глутамін

R: Аргінін

S: Серин

T: Треонін

V: Валін

W: Триптофан

Локалізований у мембрані.